# Gerrit Keizer
Gerrit Keizer (18 agosto 1910 – 5 dicembre 1980) è stato un calciatore olandese, di ruolo portiere.

## Palmarès

### Giocatore
- Campionato olandese: 2

Ajax: 1933-1934, 1936-1937, 1938-1939, 1946-1947